# تيرو فورس
تيرو فورس (بالفنلندية: Tero Forss)‏ هو لاعب كرة قدم فنلندي في مركز الهجوم، ولد في 12 يوليو 1968 في فنلندا. لعب مع إنتر توركو.